# Koryū budō

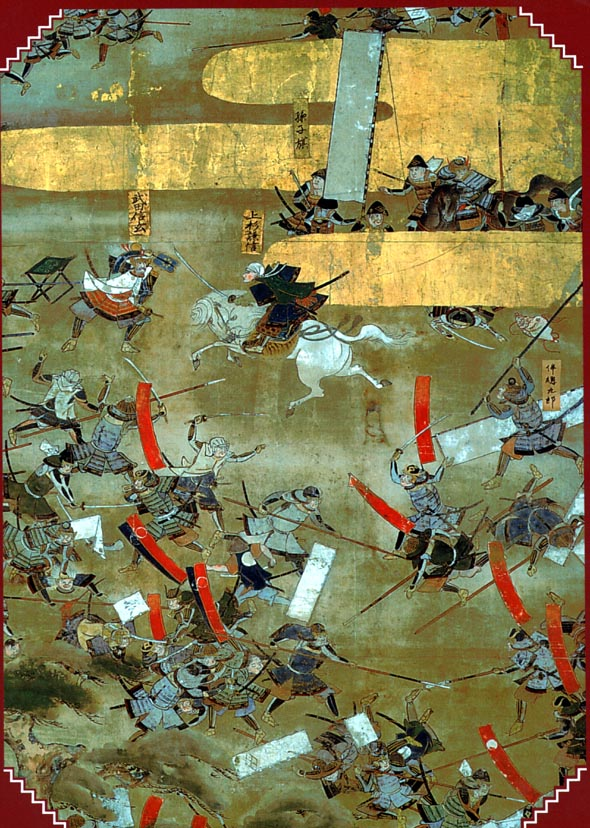

El término japonés Koryū budō (古流武道) se puede traducir literalmente como «antigua escuela» o «estilo clásico». Se utiliza para denominar a aquellas artes marciales que surgieron antes de la restauración Meiji del siglo XIX. Aunque no hay una única fecha exacta que marque la división entre las escuelas antiguas o clásicas y las artes marciales tradicionales de hoy día, las más utilizadas suelen ser tanto 1868 como comienzo de la era Meiji que inició el proceso de modernización de Japón, como 1876 con la aparición del decreto Haitorei que prohibía a los guerreros samuráis portar sus sables en público.
Las artes marciales modernas surgidas y popularizadas con posterioridad a este evento, al final del siglo XIX y durante el siglo XX son las denominadas Gendai budō, estas suelen entenderse como disciplinas adaptadas a las necesidades existentes en nuestra sociedad actual, más orientadas al desarrollo personal, técnico y físico del individuo, en ocasiones también como deportes, y en algunos casos también para su uso en la defensa personal llegado el caso. Algunas de estas disciplinas modernas son: el aikido, el kendo, el kobudō, el iaidō, el jōdō, el kárate (arte marcial originado por la nobleza de Okinawa, y posteriormente japonizado en el siglo XX), y el judo. En cambio, las artes marciales clásicas clasificadas como koryū son las enseñanzas que provienen directamente de la cultura militar feudal japonesa, y respondían a las necesidades de supremacía y supervivencia, predominantes en dicho contexto histórico y social, siendo por lo tanto la efectividad en combate algo primordial, aunque no necesariamente en detrimento del desarrollo personal del individuo.

## Características generales
Estas escuelas o ryū estaban normalmente dirigidas exclusivamente a la clase guerrera samurái, y enseñan a combatir con todo tipo de armas, propias de su época. Cada escuela enseña técnicas, tácticas, conceptos, y estrategias diferentes, y tienen formas de enseñanza y entrenamiento relativamente distintas. Existían tanto escuelas que enseñaban a manejar todo tipo de armas, como escuelas especializadas en alguna concreta.
Las técnicas y tácticas del combate sin armas también eran desarrolladas, pero en menor medida que las técnicas con armas, y generalmente entendiéndolas como un recurso excepcional para circunstancias muy concretas. Sin embargo existen algunas escuelas especializadas en este tipo de trabajo, conocidas somo "Yawara" o "jujutsu" la mayoría de las cuales surgieron durante el periodo Edo.
Cada escuela o ryū, es una entidad independiente de las demás, y cada una tiene su propia forma de organizarse y sus normas internas particulares. Cuando se habla de forma general sobre este tipo de escuelas, hay que tener en cuenta que pueden ser muy diversas y es difícil atribuirles algo común que se cumpla siempre en todas ellas.

## Otome ryū
Durante la época feudal de la historia japonesa, muchas de estas escuelas eran otome ryū (literalmente, "lo que fluye pero permanece en casa") del han (dominio). Ser una otome ryū significaba que los dirigentes de estas escuelas recibirían estipendos de arroz del total de koku del han (koku era una unidad de medida utilizada para calcular los ingresos de arroz y usada para medir la riqueza de un han), a cambio de entrenar a los samuráis de este dominio. De todas formas, muchas escuelas nunca dependieron de un han concreto o solo lo hicieron de forma parcial. Por ejemplo, Tenshin Shōden Katori Shintō-ryū se sustentaba a base de donaciones de los bushis locales y nunca estuvo atada a un dominio específico. Del mismo modo, Maniwa Nen-ryū fue fundada y sustentada por los campesinos del pueblo de Maniwa en la prefectura de Gunma, como medio de protección del pueblo. Un tercer ejemplo es Kashima Shin-ryū, cuyo nombre proviene de un famoso templo Shinto, el cual adquiría fondos para sustentarse poniendo impuestos a las actividades asociadas a las tierras pertenecientes o reguladas por el templo, sirviendo además como guardianes hereditarios del templo Kashima.
Este tipo de arreglos permitieron a los dirigentes de las escuelas a dedicarse completamente a la enseñanza de su escuela, dando servicio a quienes las mantenían. No fue hasta la restauración Meiji cuando estos tratos comenzaron a desaparecer y los dirigentes de las escuelas tuvieron que buscar otras formas de mantenerse. Enseñar la escuela al público general solo era una entre muchas otras opciones. Hoy en día son pocos los maestros de estas escuelas que viven exclusivamente de su enseñanza, gran parte de ellos lo hacen por simple devoción, para asegurar que estas tradiciones continúen prosperando durante las siguientes generaciones del mismo modo que les llegaron a ellos.

## Dirección
En las escuelas suele existir la figura del sōke, el heredero de la tradición, que normalmente ejerce las funciones de representante de la escuela, máxima autoridad dentro de ella, y responsable de asegurar la correcta transmisión de las enseñanzas. Cada sōke ha recibido el título del anterior sōke, normalmente de forma hereditaria dentro de la familia, aunque no siempre es el caso. De esta forma, las enseñanzas de la escuela se remontan hasta el fundador, siendo transmitidas de generación en generación por cada sōke de la escuela.
En algunas escuelas sin embargo, la figura del sōke es meramente representativa, y la responsabilidad de la enseñanza y transmisión recae sobre otra figura distinta. No es extraño encontrar escuelas que en algún momento de su historia se dividieron en varias ramas, consideradas como distintas visiones de la misma tradición, teniendo cada una de ellas un sōke propio. También existen tradiciones en las que la figura del sōke ya no existe, existiendo en cambio diversos maestros reconocidos como principales representantes de la misma.

## Sistema de grados
A diferencia de las artes marciales modernas o gendai budo en las que se sigue el sistema de grados por cinturones o " kyu - Dan " , (el cual fue ideado por Jigoro Kano, el maestro fundador del judo) para valorar el grado de conocimiento de los practicantes; en las escuelas de artes marciales japonesas clásicas o antiguas se sigue el sistema menkyo. En estos sistemas el sōke le otorga al estudiante un título dependiendo de su nivel de conocimiento alcanzado en la escuela, siendo normalmente el título de Menyo Kaiden, o licencia de transmisión completa, el más alto alcanzable.
Generalmente en el sistema menkyo hay una menor cantidad de títulos que en el caso de los sistemas de grados Dan, aunque dependiendo de la escuela tanto la cantidad de títulos como los nombres de los mismos pueden variar. Sin embargo existen escuelas o ramas de las mismas que han adoptado el sistema moderno de grados Dan.

## Transmisión y aprendizaje
En el caso de las escuelas tradicionales, el hecho de que el alumno siga un proceso de aprendizaje correcto se considera muy importante, dado que no solo se trata de un arte marcial, sino también de una tradición cultural e histórica con a veces varios siglos de antigüedad, la cual se pretende continuar preservando para las generaciones futuras a través de una transmisión correcta.
Por tanto, se considera que todo alumno debe aprender de alguien que cuente con el permiso de la escuela para enseñar, y que además es muy aconsejable que trate de entrenar también con los maestros de más alto grado de la tradición siempre que exista esa posibilidad. Se considera también fundamental que exista un contacto regular entre cada alumno y su profesor, para supervisar el aprendizaje y asegurar la correcta transmisión de la tradición a lo largo de toda la cadena de enseñanza que surge del máximo responsable de la escuela, normalmente el sōke. Si esta conexión se rompe en cualquier punto de la cadena, no se suele considerar que dicha tradición se esté practicando de la forma más adecuada por parte de quienes han perdido el contacto con la fuente original.
El hecho de tener acceso a este tipo de enseñanzas, a estar en contacto con la fuente principal, y además contar con la supervisión constante y regular de maestros de alto grado no se suele considerar como algo meritorio o un tipo de enseñanza de más alta calidad, sino como algo necesario y fundamental para poder empezar a considerar que el alumno puede aprender de la forma adecuada.
Debido a la menor difusión de estas disciplinas clásicas, y la menor cantidad de profesores disponibles comparándolas con las artes marciales modernas o gendai budō, es habitual que algunas personas que quieran aprender lo hagan de formas consideradas como poco apropiadas, como por ejemplo tratar de aprender a través de libros o vídeos, o recibir enseñanzas de alguien con permiso para enseñar la escuela en algún momento, pero no mantener posteriormente un contacto razonablemente regular, de forma que el trabajo del alumno sea supervisado. Los practicantes ortodoxos de estas disciplinas consideran estas prácticas un grave error que en absoluto sirve para comprender estas disciplinas realmente, y un despropósito si además se trata de enseñar a otros lo que se ha practicado de esta forma.

## Documentación histórica
La Guerra Boshin ocasionó la destrucción de muchos castillos, la desaparición de clanes y de la documentación que se requiere para demostrar la antigüedad de artes marciales que con frecuencia aducen ser koryū pero carecen de testimonios o de documentación que lo demuestre. Una fuente de referencia consultada con frecuencia es el Bugei Ryuha Daijiten, una enciclopedia sobre artes marciales, sus orígenes y tradiciones escrita por Kiyoshi Watatani, pero no es la única fuente ya que a pesar de la completa investigación de Watatani no todas las artes quedaron registradas.
La otra fuente podrían ser los registros del Dai Nihon Butokukai creado en 1895 para regularizar y organizar las artes marciales en Japón, pero más allá de algún material en su museo la mayoría de los documentos parecen haber sido destruidos o por lo menos dispersados durante el final de la Segunda Guerra Mundial.
Por lo tanto se vuelve realmente difícil hacer una lista de las koryū ryuha que mantenga un equilibrio entre la formalidad de requerimientos y la comprensión de situaciones. Esta situación propicia que de vez en cuando se creen disciplinas modernas y se traten de hacer pasar por koryū, debido principalmente al buen reconocimiento que este tipo de disciplinas antiguas suelen tener dentro de la comunidad de practicantes de artes marciales. No obstante, entre la comunidad de practicantes de koryū existe un cierto consenso sobre qué disciplinas son reconocidas como tales y estos engaños suelen ser identificados rápidamente.
La siguiente lista cita una serie de koryū bien conocidas y consideradas como completamente legítimas. Que una escuela no se encuentre en la siguiente lista no significa necesariamente que no sea legítima, pero las que aquí se encuentran están plenamente reconocidas como tales.
- Araki-ryū

- Asayama Ichiden-ryū

- Daitō-ryū Aikijujutsu

- Higo Ko-ryū

- Hoki-ryū

- Hokushin Itto-ryū

- Hontai Yoshin-ryū

- Hōzōin-ryū

- Hyōhō Niten Ichi-ryū

- Isshin-ryū (No confundir con el estilo de karate Isshin-ryu)

- Kage-ryū

- Kashima Shinden Jikishinkage-ryū

- Kashima Shin-ryū

- Kashima Shinto-ryū

- Kitō-ryū

- Kogen Itto-ryū

- Kurama-ryū

- Maniwa Nen-ryū

- Mizoguchi-ha Itto-ryū

- Mugai-ryū

- Musō Jikiden Eishin-ryū

- Musō Shinden-ryū

- Ono-ha Itto-ryū

- Owari Kan-ryū

- Sekiguchi Shinshin-ryū

- Shingyoto-ryū

- Shinkage-ryū

- Shinmuso Hayashizaki-ryū

- Shinto Muso-ryū

- Shojitsu Kenri Kataichi-ryū

- Sosuishitsu-ryū

- Suiō-ryū Iai Kenpō

- Takamura ha Shindo Yoshin Ryu

- Takeda ryu aiki no jutsu

- Takenouchi-ryū

- Tamiya-ryū

- Tatsumi-ryū

- Tendo-ryū

- Tenjin Shinyo-ryū o Tenjin Shin'yō-ryū

- Tennen Rishin-ryū

- Tenshin Shōden Katori Shintō-ryū

- Toda-ha Buko-ryū

- Uchida-ryū

- Yagyu Seigo-ryū

- Yagyu Shingan-ryū

- Yagyu Shinkage-ryū

- Yoshin-ryū